# Miendiel
Miendiel (ros. Мендель) – rzeka w Rosji (Kraj Krasnojarski), lewy dopływ Kieti.
Długość: 366 km, powierzchnia dorzecza: 3 800 km². Płynie po Nizinie Zachodniosyberyjskiej.